# Teorie a variabili nascoste
In fisica, le teorie a variabili nascoste sono una classe di modelli fisici che cercano di eliminare la natura probabilistica della meccanica quantistica introducendo ulteriori variabili rispetto a quelle accessibili sperimentalmente.
La fisica macroscopica viene studiata dalla meccanica classica, che consente previsioni accurate del movimento dei corpi e i cui risultati sono in ottimo accordo con gli esiti sperimentali. I fenomeni quantistici, essenzialmente microscopici, richiedono la meccanica quantistica, che consente previsioni accurate solo di medie statistiche delle misurazioni.
Se gli stati quantistici avessero variabili nascoste, eventualmente rilevabili in futuro mediante nuove tecnologie di misura, allora le previsioni statistiche potrebbero essere convertibili in previsioni deterministiche.
Con il paradosso di Einstein-Podolsky-Rosen, basato sulle proprietà dell'entanglement quantistico, Albert Einstein, Boris Podolsky e Nathan Rosen sostennero nel 1935 che l'interpretazione di Copenaghen della meccanica quantistica potrebbe essere una descrizione incompleta della realtà.
John Stewart Bell nel 1964, col suo teorema omonimo, dimostrò che le correlazioni tra particelle in qualsiasi teoria locale a variabili nascoste devono sottostare a determinati vincoli. Successivamente, gli esperimenti sulle disuguaglianze di Bell hanno dimostrato un'ampia violazione di questi vincoli, escludendo tale classe di teorie. Il teorema di Bell tuttavia non esclude la possibilità di teorie non-locali a variabili nascoste o del super-determinismo, i quali non possono essere falsificati dai test di Bell.

## Storia
(Marco Genovese, 2005)

### Born ed Einstein
Nel giugno 1926, Max Born pubblicò un articolo, in cui fu il primo a enunciare chiaramente l'interpretazione probabilistica della funzione d'onda quantistica, che era stata introdotta da Erwin Schrödinger all'inizio dell'anno. Born concluse il suo articolo con queste parole:
(Max Born, 1926)
La risposta di Albert Einstein a Born divenne una delle prime e più famose asserzioni secondo cui la meccanica quantistica è incompleta:
(Albert Einstein 1926)
Niels Bohr avrebbe risposto all'affermazione di Einstein suggerendogli di «smettere di dire a Dio cosa fare».

### Campo guida di Einstein e onda pilota di de Broglie
Poco dopo aver espresso la sua famosa sentenza «Dio non gioca a dadi», Einstein tentò di formulare una controproposta deterministica alla meccanica quantistica, presentando un articolo a una riunione dell'Accademia delle scienze di Berlino, il 5 maggio 1927, intitolato "La meccanica ondulatoria di Schrödinger determina il movimento di un sistema completamente o solo in senso statistico?" ("Bestimmt Schrödinger's Wellenmechanik die Bewegung eines Systems vollständig oder nur im Sinne der Statistik?"). Tuttavia, mentre l'articolo veniva preparato per la pubblicazione sugli atti dell'Accademia, Einstein decise di ritirarlo, forse perché scoprì che, contrariamente alle sue intenzioni, l'uso del campo guida di Schrödinger per le particelle localizzate permetteva proprio quel tipo d'influenze non locali che intendeva evitare.
Al quinto congresso Solvay, tenutosi a Bruxelles nell'ottobre 1927 e al quale parteciparono tutti i maggiori fisici teorici dell'epoca, Louis de Broglie presentò - apparentemente ignaro del fallito tentativo di Einstein d'inizio anno - la teoria dell'onda pilota, una versione deterministica della meccanica quantistica. Nella sua teoria, ogni particella aveva un'onda fisica (onda pilota) associata, che serviva a guidarne la traiettoria nello spazio fisico. La teoria fu oggetto di critiche al Congresso, in particolare da parte di Wolfgang Pauli, alle quali de Broglie non seppe rispondere adeguatamente, abbandonando la sua teoria poco dopo.

### Completezza o incompletezza della meccanica quantistica
Sempre durante il quinto Congresso Solvay, Max Born e Werner Heisenberg fecero una presentazione che riassumeva i recenti sviluppi della meccanica quantistica, concludendo:
(Max Born e Werner Heisenberg, 1927)
Accettare l'indeterminismo della teoria quantistica significava considerare che essa fosse, nel formalismo matematico con cui veniva rappresentata, una teoria completa che non necessitava di ulteriori aggiustamenti.
Sebbene non vi sia traccia di una risposta di Einstein a Born e Heisenberg durante le sessioni del congresso, egli mise in discussione la completezza della meccanica quantistica in vari momenti colloquiali al di fuori delle riunioni ufficiali. In un suo articolo come tributo per il pensionamento di Born, Einstein discusse la rappresentazione quantistica di una palla macroscopica che rimbalza elasticamente tra barriere rigide. Egli sostenne che tale rappresentazione quantistica non rappresenta una palla specifica, ma un "insieme temporale di sistemi". Come tale la rappresentazione è corretta, ma incompleta perché non rappresenta il caso reale, macroscopico e individuale. Einstein considerava la meccanica quantistica incompleta «perché la funzione di stato, in generale, non descrive il singolo evento/sistema».

### L'errata dimostrazione di von Neumann
Nel suo libro del 1932 Fondamenti matematici della meccanica quantistica, John von Neumann presentò una dimostrazione secondo la quale non potevano esistere teorie a variabili nascoste che risultassero equivalenti alla meccanica quantistica (teorema d'impossibilità o "no go theorem"). Tuttavia la validità della dimostrazione fu messa in dubbio da Grete Hermann tre anni più tardi. L'articolo della Hermann fu pubblicato in tedesco sugli atti di un'accademia locale, e non ebbe alcuna risonanza. Al contrario, la grande diffusione del testo di von Neumann, scritto in tedesco ma prontamente tradotto in inglese, convinse per lungo tempo la comunità dei fisici a non fare ricerche sul tema delle teorie a variabili nascoste. Nel 1966 John Stewart Bell mostrò nuovamente che la fallacia della dimostrazione di von Neumann consisteva nell'aver assunto ipotesi troppo restrittive sulle medie di insiemi, che portavano ad una presunta - ma erronea - impossibilità dell'esistenza di teorie a variabili nascoste.

### Il paradosso di EPR
Il dibattito tra Bohr ed Einstein si concluse sostanzialmente nel 1935, quando Einstein espresse quella che è ampiamente considerata la sua migliore argomentazione a favore dell’incompletezza della meccanica quantistica. Einstein, Boris Podolsky e Nathan Rosen avevano proposto in un articolo di sole quattro pagine la loro definizione di descrizione "completa" di un sistema: quella che determina in modo univoco i valori di tutte le sue proprietà misurabili. Einstein in seguito riassunse l'argomento di EPR come segue:
(Albert Einstein, 1936)
Bohr rispose agli argomenti di Einstein in termini di dificile interpretazione:
(Niels Bohr, 1935)
Bohr sceglie, utilizzando una sua peculiare definizione del termine "fenomeno", di limitare la definizione di "realtà fisica" a un fenomeno immediatamente osservabile con una tecnica scelta arbitrariamente ed esplicitamente specificata. Scrisse infatti nel 1948:
(Niels Bohr, 1948)
Secondo Bohr, la definizione del "fenomeno" deve includere anche la registrazione di una misura da parte di un apparato:
(Léon Rosenfeld, 1979)
Tale definizione era, ovviamente, in conflitto quela utilizzata nell'articolo di EPR:
(Albert Einstein, Boris Podolsky e Nathan Rosen, 1935)

### L'interpretazione a variabili nascoste di Bohm
Nel 1952 David Bohm propose un'interpretazione deterministica e causale della meccanica quantistica, che ricorreva a delle variabili nascoste. Bohm dimostrò che la critica di Pauli del 1927 nei confronti della teoria dell'onda pilota di de Broglie era infondata, e ne formulò una nuova versione a variabili nascoste. Bohm ereditò da de Broglie l'idea della coesistenza di ogni particella con un'onda fisica che evolve in base all'equazione di Schrödinger e determina la traiettoria della particella in base all'equazione di guida di de Broglie. 
Diversamente dall'interpretazione di Copenaghen, secondo Bohm la funzione d'onda non collassa, né si può parlare di dualismo onda-particella: la particella e l'onda pilota sono entrambe entità reali e distinte, benché correlate. Secondo questa interpretazione, nell'esperimento della doppia fenditura con elettroni singoli, l'elettrone - guidato dall'onda - passa attraverso una delle fenditure mentre l'onda le attraversa entrambe. Nell'interpretazione di Bohm gioca un ruolo fondamentale il potenziale quantico non-locale Q, responsabile della diversità tra meccanica classica e quantistica.
Le previsioni verificabili dell'interpretazione di Bohm coincidono con quelle dell'interpretazione ortodossa. Le variabili nascoste, ovvero le posizioni iniziali delle particelle del sistema, restano inosservabili. Se si potesse osservarle, si avrebbe una teoria a varabili nascoste locali che, in conseguenza degli esperimenti sulle disuguaglianze di Bell, sarebbe in contraddizione con l'interpretazione ortodossa della meccanica quantistica. La principale debolezza dell'interpretazione di Bohm consiste nel fatto che non risulta essere Lorentz invariante.

### Il teorema di Bell
Nel 1964 John Bell dimostrò con l'omonimo teorema che, se esistessero teorie a variabili nascoste locali, esse imporrebbero alcune restrizioni delle correlazioni statistiche per misure di spin su particelle entangled, rispetto a quanto previsto dalla meccanica quantistica.
Queste restrizioni statistiche, espresse matematicamente da relazioni di disuguaglianza chiamate disuguaglianze di Bell, permettono, come suggerito dallo stesso Bell, una verifica sperimentale tramite misure della polarizzazione di fotoni. Gli esperimenti effettuati negli anni '80 e '90 del Novecento avevano indicato, con alta probabilità, che le disuguaglianze di Bell sono violate. In ognuno di essi c’era però qualche spiegazione ad hoc (loophole) che rendeva possibile sostenere che la violazione delle disuguaglianze di Bell fosse solo apparente. Ulteriori esperimenti effettuati nel corso del 2015 da diversi gruppi indipendenti sono riusciti ad evitare tali loophole, fornendo risultati conclusivi. Vi è quindi una prova empirica contro il realismo locale e a favore dell'esistenza di quelle che Einstein, Podolsky e Rosen consideravano "raccapriccianti azioni a distanza", ovvero del fenomeno dell'entanglement. Questi esperimenti dimostrano quindi che il principio di località deve essere abbandonato anche nell'ipotesi dell'esistenza di variabili nascoste, fornendo un'ulteriore prova a favore del carattere non-locale della meccanica quantistica.
Dall'esito dei test più recenti sulle disuguaglianze di Bell consegue che la meccanica quantistica non può essere completata mediante l'aggiunta di variabili nascoste locali: essa risulta essere intrinsecamente non locale, sia nell'anti-realistica formulazione di Copenaghen, sia in quelle, come l'interpretazione di Bohm, che includono variabili nascoste non-locali per reintrodurre il realismo di tutte le proprietà fisiche di un sistema quantistico, anche prima di una misura. La non-località quantistica non risulta in contraddizione con la relatività ristretta: Abner Shimony, fisico e filosofo statunitense, parlò di "pacifica coesistenza" tra meccanica quantistica e relatività ristretta. I principi di quest'ultima sono salvaguardati dal teorema di non-comunicazione, che impedisce l'uso di correlazioni quantistiche non-locali per comunicare informazioni a velocità superiore a quella della luce nel vuoto. Le correlazioni quantistiche, non essendo interazioni fisiche, risultano empiricamente compatibili con la relatività ristretta.
L'unica possibilità rimasta, stante l'esito degli esperimenti sulle disuguaglianze di Bell, per sostenere la località della meccanica quantistica resta la tesi del super-determinismo, il quale nega il principio del libero arbitrio e non può essere falsificato da test sperimentali. Il super-determinismo, introdotto da Gerard 't Hooft nel 2007, assume che in un esperimento lo sperimentatore non sia libero di scegliere le condizioni in cui condurlo. Postula quindi una relazione tra il risultato dell'esperimento e la scelta che si farà: si ottengono certi risultati sperimentali perché si è determinati dall'esterno a impostare l'esperimento in un dato modo. Risulta difficilmente comprensibile la ragione della rinuncia al principio del libero arbitrio al fine di mantenere la località in meccanica quantistica. L'origine della non-località quantistica risiede nel fatto che la funzione d'onda {\displaystyle \psi } non è definita nello spazio euclideo, ma nello spazio delle configurazioni, uno spazio astratto a {\displaystyle 3N} dimensioni, che contiene le coordinate di tutte le {\displaystyle N} particelle del sistema. La funzione d'onda {\displaystyle \psi } è quindi strutturalmente non-locale e di conseguenza la meccanica quantistica è non-locale in qualsiasi sua interpretazione. Tuttavia tale caratteristica non implica, grazie al teorema di non-comunicazione, nessuna violazione del principio di causalità insito nella relatività ristretta.